# Закусилы
Закуси́лы (укр. Закусили) — село на Украине, находится в Народичском районе Житомирской области.

## География
Село находится в западной части Народичского района, расположено на левом берегу реки Жерев, притока реки Уж. Занимает площадь 1,296 км².

## История
Село имеет давнюю историю. С конца XVI века оно принадлежало шляхетскому роду Закусило, упоминаемому М. С. Грушевским. Подтверждение шляхетских прав рода подтверждается многократно польскими и российскими источниками начиная с 1560 года.
Полковник Закусило, атаман житомирского куреня (куренной), был сподвижником самого Богдана Хмельницкого. По окончании войны 1648—1654 гг. он осел на родовом хуторе. Вокруг этого шляхетного и состоятельного казачьего полковника стали селиться люди (казаки и их хутора налогообложению не подлежали по приказу батьки Богдана, позднее подтвержденному русским царём). Таким образом родовой хутор Закусил стал селом Закусилы.
В период с 1650 по 1720 год в Овручском старостве существовало 13 церквей: в с. Мошках, Дидковцах, Меленях, Шкуратах, Выгове, Ходаках, Чоповичах, Белошицком, Невмерицком, Больших Сингаях, Васьковичах, Пашинах, Закусилах.
В 1791 году в селе была построена новая деревянная Крестовоздвиженская Церковь.

## Население
Население села Закусилы по переписи 2001 года составляло 295 человек.

## Местный совет
Село Закусилы — административный центр Закусиловского сельского совета.
Адрес сельского совета: 11431, Житомирская область, Народичский р-н, с. Закусилы, ул. Школьная, 1; тел. 9-32-19.